# کریستوفر گودوین
کریستوفر گودوین (انگلیسی: Christopher Godwin؛ زادهٔ ۵ اوت ۱۹۴۳) بازیگر اهل بریتانیا است. وی از سال ۱۹۶۸ میلادی تاکنون مشغول فعالیت بوده‌است.
از فیلم‌ها یا سریال‌های تلویزیونی که وی در آن نقش داشته‌است، می‌توان به خانواده من و بقیه حیوانات، شاهزاده کاسپین و سفر کشتی سپیده‌پیما و هَـلیم اشاره کرد.